# Modèle de la chaise en osier
Modèle de la chaise en osier est une peinture réalisée en 1919-1921 par l'artiste norvégien Edvard Munch. L'œuvre est conservée dans la collection du musée Munch d'Oslo.
Grâce à un legs du musée Munch, une version différente de ce tableau fait partie de la collection du Metropolitan Museum of Art depuis 1944.

## Description
La peinture représente une chambre dans laquelle un  modèle féminin pose debout à côté d'une chaise en osier recouverte d'un tissu chamarré aux dominantes rouges qu'elle regarde.

## Expositions
Le tableau a été exposé à New York au Museum of Modern Art dans le cadre de son exposition « Edvard Munch : La vie moderne de l'âme », qui a ouvert le 19 février 2006 et s'est déroulée jusqu'au 8 mai 2006,.
Le tableau a été exposé à Madrid, en Espagne, au musée Thyssen-Bornemisza dans le cadre de son exposition « Edvard Munch : archétypes », qui a ouvert le 6 octobre 2015 et s'est déroulée jusqu'au 17 janvier 2016,.
Le tableau a été exposé à New York à la Neue Galerie dans le cadre de son exposition « Munch et l’Expressionnisme », qui s'est ouverte le 18 février 2016 et s'est déroulée jusqu'au 13 juin 2016. C'est l'une des 19 œuvres réalisées à l'huile sur toile de Munch choisies pour faire partie de cette exposition, sélectionnées par la conservatrice Jill Lloyd avec l'historien de l'art Reinhold Heller.